# Jean Louis Antoine Alexandre Chastelain de Verly

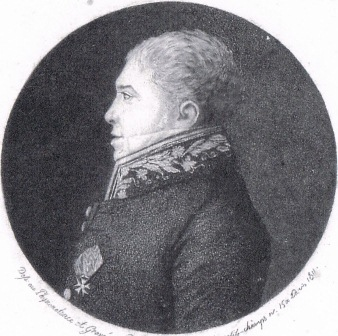
Jean Louis Antoine Alexandre Chastelain de Verly (1761–1837), 1 chévalier Chastelain-Deverly et d’Empire Français, Kaiserlicher Französischer Kriegskommissar, Offizier der Französischen Ehrenlegion und chévalier des Ordre Royale et Militaire von Saint-Louis, conseilleur-Géneral im Conseil géneral des Départements Bas-Rhin (1811–1833) – Kupferstich, Strasbourg, 1811

Jean Louis Antoine Alexandre Chastelain de Verly (* 5. Juni 1761 in Sarreguemines, Département Bas-Rhin, Königreich der Franzosen; † 11. Februar 1837) war ein französischer Ministerialbeamter des Königlich-Französischen Außenministeriums unter Außenminister Comte de Vergennes (1784–1789), Offizier, Teilnehmer am Ersten und Vierten Koalitionskrieg sowie am Frieden von Tilsit, Rat und Repräsentant der Stadt Straßburg, Conseilleur Géneral im Conseil Géneral des Departements von Bas-Rhin (1811–1833) sowie Ritter und Offizier des Ordens der Ehrenlegion und Ritter des Ordre Royale et Militaire de Saint-Louis (1815) sowie 1. Chévalier Chastelain-Déverly et d’Empire Français im französischen Adel des Ersten Kaiserreiches.

## Leben
Chastelain de Verly wurde 1761 in Sarreguemines im Herzogtum Bar als Sohn von Jean Alexandre Chastelain de Verly (1733–1792) geboren. Er studierte Recht und Geschichte an der Universität Straßburg (Dissertation 1782: De Tutela Gallis Regnum).

### Königlich Französisches Außenministerium (1786–1788)
Am 1. April 1786 trat Chastelain nach Fürsprache seines Onkels Abbé Henri Louis Chastelain de Courcelles in das königlich Französische Außenministerium unter der Leitung des Außenministers Charles Gravier, comte de Vergennes ein und arbeitete dort bei der Pyrenäenkommission zur Grenzziehung der Demarkationslinie des Königreichs von Frankreich und Navarra mit dem Königreich Spanien bis 1788. Zudem diente er bis zum 18. Februar 1790 als Adjutant (Aide de Camp) Ludovico Antonio Ornanos.

### 1791 bis 1794
Durch die Ereignisse der Revolution verlor Chastelain de Verly zunächst seine Stellung und verblieb in Straßburg. 1791 schloss er sich als Offizier der französischen Nationalgarde an, bis er am 1. Februar 1792 zum Kriegskommissar von Montauban und Phalsbourg und zum Kriegskommissar der französischen Rheinarmee ernannt wurde, wo er an den Kriegshandlungen des Ersten Koalitionskriegs von 1792–1793 teilnahm (u. a. Kanonade von Valmy).

### 1794 bis 1807
Nach Verwendungen als Kriegskommissar in Nancy und Metz wurde er am 30. April 1794 wieder als Comissaire des Guerres der Garnisonen in Phalsbourg eingesetzt. Chastelain de Verly nahm an dem Feldzug von 1807 während des Vierten Koalitionskrieges teil und war beim Friedensschluss von Tilsit zugegen. Er kehrte 1808 als Comissaire Ordonnateur des Guerres nach Phalsbourg zurück.

### Adelstitel des Ersten Kaiserreichs 1808
Napoléon Bonaparte erhob ihn am 21. Dezember 1808 während seines Aufenthalts in Madrid während der Iberischen Kriege zum 1. „Chévalier CHASTELAIN-DEVERLY et d’Empire Français“ im französischen Adel des 1. Kaiserreichs, als „Chévalier-légionnaire“ (Ritter-Legionär) mit dem dazugehörigen Wappen: Drei Viertel des Wappenschilds auf azurblauem Grunde, darauf drei silberne Sterne, in der Mitte eine silberne Taube mit einem Friedenszweig aufsteigend, das untere Wappenviertel rot mit der vorgeschriebenen Abbildung des Ordensabzeichens eines Ritters (chévalier) der französischen Ehrenlegion, in Übereinstimmung mit den Bestimmungen und Ausführungen des napoléonischen Adelsdekrets vom 1. März 1808 (Décret concernant les Titres/Décret du 2 messidor an XII). Dieser Titel wurde in der Familie Chastelain im Mannesstamme erblich. 

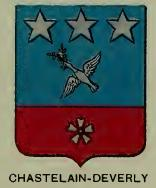
Wappen des Jean Louis Antoine Alexandre Chastelain de Verly als chévalier d’Empire Français

In seiner Funktion als Ratsherr (Conseilleur Municipal) im Stadtrat von Straßburg wurde er zum Delegierten Repräsentanten der „Bonne Ville Imperiale“ von Straßburg bei der Taufe des Sohnes von Napoléon und der Erzherzogin Marie Louise von Österreich ernannt und nahm 1811 an dieser im Invalidendom in Paris teil.

### 1814 bis 1816
Am 30. November 1811 wurde er zum Comissaire-Ordonnateur des Guerres der 5. Militärdivision von Straßburg ernannt und verblieb in dieser Position bis zum 1. Mai 1814. Er wurde durch König Ludwig XVIII. aus dem aktiven Dienst in die Reserve gestellt und schied ehrenhaft am 7. April 1816 aus dem aktiven Armee in den Ruhestand aus.
Jean Louis Antoine Alexandre Chastelain de Verly bekleidete von 1811 bis 1833 das Mandat des Conseilleur Géneral im Conseil Géneral des Departements von Bas-Rhin. Er war auch Secretaire des Mouvement General Kléber. In seiner Eigenschaft als Freimaurer war er im Jahre 1804 Mitbegründer der Freimaurerloge La Concorde in Straßburg, wo er das Amt des Secretaire bekleidete. Seit 1812 war er Ältester und Oberaufseher der Loge Le Candeur in Straßburg.

## Palais Joseph Fabry
Chastelain de Verly erwarb bereits im Jahre 1802 von dem Straßburger Unternehmer Joseph Fabry dessen Stadtpalais, welches eine U-Form um einen Innenhof besaß und einen Wert von 40.000 Franc in Gold hatte. Chastelain dort mit seiner Familie bis zu seinem Tode 1837.

## Familie und Nachkommen
Chastelain de Verly war von 1792 bis 1815 in erster Ehe mit Anne Marie Catherine Humbourg (1761–1815) verheiratet. In zweiter, 1818 geschlossener, Ehe war er mit Marie Françoise Eugénie Lajonquiére (1798–1878) verheiratet. Über seinen Sohn, Désire François Alexandre Chastelain (de Verly) (* 11. Mai 1795; † 11. April 1865), hat Chastelain lebende Nachkommen im französischen, belgischen und luxemburgischen Adel, sowie über die Ehe seiner einzigen Tochter aus zweiter Ehe, Eugénie Auguste Chastelain de Verly mit Alphonse Charles Henri Chuquet (de Montigny ), (*Groningen,1812- +Wanzenau, 1899) in Deutschland (Siehe auch Curt Wahl).

## Ahnentafel
| Ahnentafel Jean Louis Antoine Alexandre Chastelain de Verly, chévalier Chastelain-Deverly et d’Empire Français | Ahnentafel Jean Louis Antoine Alexandre Chastelain de Verly, chévalier Chastelain-Deverly et d’Empire Français | Ahnentafel Jean Louis Antoine Alexandre Chastelain de Verly, chévalier Chastelain-Deverly et d’Empire Français | Ahnentafel Jean Louis Antoine Alexandre Chastelain de Verly, chévalier Chastelain-Deverly et d’Empire Français | Ahnentafel Jean Louis Antoine Alexandre Chastelain de Verly, chévalier Chastelain-Deverly et d’Empire Français | Ahnentafel Jean Louis Antoine Alexandre Chastelain de Verly, chévalier Chastelain-Deverly et d’Empire Français | Ahnentafel Jean Louis Antoine Alexandre Chastelain de Verly, chévalier Chastelain-Deverly et d’Empire Français | Ahnentafel Jean Louis Antoine Alexandre Chastelain de Verly, chévalier Chastelain-Deverly et d’Empire Français | Ahnentafel Jean Louis Antoine Alexandre Chastelain de Verly, chévalier Chastelain-Deverly et d’Empire Français |
| --- | --- | --- | --- | --- | --- | --- | --- | --- |
| Ururgroßeltern | Jean Chastelain, Kaufmann zu Rochefort („marchand a Rochefort“) († Saint-Michel, 15. Dez. 1676) ⚭ Antoinette Chrétien († 1706) | écuyer François de Meaux (1635–1694) ⚭ ca. 1658 >Nicole Petit (ca. 1637–1721) | >Pierre Malherbe (ca. 1640–1681) ⚭ Louise Mercier (ca. 1640–1685) | >Jacques Bernard (ca. 1630–1704) ⚭ >Reine Verzeau (ca. 1640–1694) | Jacques Hourdel (ca. 1627–1694–1893) ⚭ Jeanne Barbey (ca. 1630–?) | >René Pancher (?-? ) ⚭ Marguerite Richer (?-? ) | >Jacques Pavy (ca. 1627–1697) ⚭ Catherine Rénard (ca. 1634–1701) | >Jean Bauscher (?-? ) ⚭ Louise N. (?-? ) |
| Urgroßeltern | Jean Chastelain, Kaufmann zu Hirson („marchand à Hirson“) (* 1648-Hirson/Ardennes, 4. März 1707) ⚭ Hirson/Ardennes, 7. Nov. 1679 demoiselle Madeleine de Meaux (1663–1697) | Jean Chastelain, Kaufmann zu Hirson („marchand à Hirson“) (* 1648-Hirson/Ardennes, 4. März 1707) ⚭ Hirson/Ardennes, 7. Nov. 1679 demoiselle Madeleine de Meaux (1663–1697) | François Malherbe, Bourgeois de Vervins. Marguiller de la confrérie du Très Saint Sacrement à Vervins (Charleville Méziers, 31. Mai 1668–1716) ⚭ Vervins/Aisne, 8. Juni 1687 Reine Bernard (Vervins/Aisne, 1668–Vervins/Aisne, 16. Jan. 1711)                                                                                      | François Malherbe, Bourgeois de Vervins. Marguiller de la confrérie du Très Saint Sacrement à Vervins (Charleville Méziers, 31. Mai 1668–1716) ⚭ Vervins/Aisne, 8. Juni 1687 Reine Bernard (Vervins/Aisne, 1668–Vervins/Aisne, 16. Jan. 1711)                                                                                      | Jean Hourdel, Notaire à Bernay († 1725) ⚭ Bernay, 27. Sep. 1686 Marguerite Pancher (ca. 1660–?) | Jean Hourdel, Notaire à Bernay († 1725) ⚭ Bernay, 27. Sep. 1686 Marguerite Pancher (ca. 1660–?) | Nicolas Pavy, sieur du Pivron, Kaufmann („marchand“), (1655–?) ⚭ Marie Beuscher (ca. 1655–?) | Nicolas Pavy, sieur du Pivron, Kaufmann („marchand“), (1655–?) ⚭ Marie Beuscher (ca. 1655–?) |
| Großeltern | ecuyer Louis Antoine Chastelain, Bailli de Signy le Petit, avocat en parlement, subdélégué de monsieur l'Intendant de Soissons, licencié en droit á la Faculté de Reims (* Hirson/Ardennes, 15. Juli 1695–Hirson/Ardennes, 28. Dez. 1757) ⚭ Vervins, 26. Okt. 1716 Géneviève Malherbe (Vervins, 5. Juni 1696–Hirson, 8. Apr. 1765) | ecuyer Louis Antoine Chastelain, Bailli de Signy le Petit, avocat en parlement, subdélégué de monsieur l'Intendant de Soissons, licencié en droit á la Faculté de Reims (* Hirson/Ardennes, 15. Juli 1695–Hirson/Ardennes, 28. Dez. 1757) ⚭ Vervins, 26. Okt. 1716 Géneviève Malherbe (Vervins, 5. Juni 1696–Hirson, 8. Apr. 1765) | ecuyer Louis Antoine Chastelain, Bailli de Signy le Petit, avocat en parlement, subdélégué de monsieur l'Intendant de Soissons, licencié en droit á la Faculté de Reims (* Hirson/Ardennes, 15. Juli 1695–Hirson/Ardennes, 28. Dez. 1757) ⚭ Vervins, 26. Okt. 1716 Géneviève Malherbe (Vervins, 5. Juni 1696–Hirson, 8. Apr. 1765) | ecuyer Louis Antoine Chastelain, Bailli de Signy le Petit, avocat en parlement, subdélégué de monsieur l'Intendant de Soissons, licencié en droit á la Faculté de Reims (* Hirson/Ardennes, 15. Juli 1695–Hirson/Ardennes, 28. Dez. 1757) ⚭ Vervins, 26. Okt. 1716 Géneviève Malherbe (Vervins, 5. Juni 1696–Hirson, 8. Apr. 1765) | écuyer Jean Baptiste Hourdel du Verget, 'Notaire royal et avocat en parlement' (* Bernay, 16. Juli 1689-Fyé/Sarthe, 27. Aug. 1745) ⚭ Fyé/Sarthe, 17. Mai 1718 demoiselle Marie Pavy (1899–1980) | écuyer Jean Baptiste Hourdel du Verget, 'Notaire royal et avocat en parlement' (* Bernay, 16. Juli 1689-Fyé/Sarthe, 27. Aug. 1745) ⚭ Fyé/Sarthe, 17. Mai 1718 demoiselle Marie Pavy (1899–1980) | écuyer Jean Baptiste Hourdel du Verget, 'Notaire royal et avocat en parlement' (* Bernay, 16. Juli 1689-Fyé/Sarthe, 27. Aug. 1745) ⚭ Fyé/Sarthe, 17. Mai 1718 demoiselle Marie Pavy (1899–1980) | écuyer Jean Baptiste Hourdel du Verget, 'Notaire royal et avocat en parlement' (* Bernay, 16. Juli 1689-Fyé/Sarthe, 27. Aug. 1745) ⚭ Fyé/Sarthe, 17. Mai 1718 demoiselle Marie Pavy (1899–1980) |
| Eltern | Jean Alexandre Chastelain de Verly (Hirson/Ardennes, 1733–Sarreguemines, 1792) ⚭ Kloster-Konvent von Saint Vincent du Mans (Couvent de Saint Vincent du Mans), Saint Calais, 30. Juni 1760 demoiselle Marie Jeanne Catherine Hourdel du Verget (* Fyé, Sarte 15. August 1724–Sarreguemines, 4. April 1802)                         | Jean Alexandre Chastelain de Verly (Hirson/Ardennes, 1733–Sarreguemines, 1792) ⚭ Kloster-Konvent von Saint Vincent du Mans (Couvent de Saint Vincent du Mans), Saint Calais, 30. Juni 1760 demoiselle Marie Jeanne Catherine Hourdel du Verget (* Fyé, Sarte 15. August 1724–Sarreguemines, 4. April 1802)                         | Jean Alexandre Chastelain de Verly (Hirson/Ardennes, 1733–Sarreguemines, 1792) ⚭ Kloster-Konvent von Saint Vincent du Mans (Couvent de Saint Vincent du Mans), Saint Calais, 30. Juni 1760 demoiselle Marie Jeanne Catherine Hourdel du Verget (* Fyé, Sarte 15. August 1724–Sarreguemines, 4. April 1802)                         | Jean Alexandre Chastelain de Verly (Hirson/Ardennes, 1733–Sarreguemines, 1792) ⚭ Kloster-Konvent von Saint Vincent du Mans (Couvent de Saint Vincent du Mans), Saint Calais, 30. Juni 1760 demoiselle Marie Jeanne Catherine Hourdel du Verget (* Fyé, Sarte 15. August 1724–Sarreguemines, 4. April 1802)                         | Jean Alexandre Chastelain de Verly (Hirson/Ardennes, 1733–Sarreguemines, 1792) ⚭ Kloster-Konvent von Saint Vincent du Mans (Couvent de Saint Vincent du Mans), Saint Calais, 30. Juni 1760 demoiselle Marie Jeanne Catherine Hourdel du Verget (* Fyé, Sarte 15. August 1724–Sarreguemines, 4. April 1802) | Jean Alexandre Chastelain de Verly (Hirson/Ardennes, 1733–Sarreguemines, 1792) ⚭ Kloster-Konvent von Saint Vincent du Mans (Couvent de Saint Vincent du Mans), Saint Calais, 30. Juni 1760 demoiselle Marie Jeanne Catherine Hourdel du Verget (* Fyé, Sarte 15. August 1724–Sarreguemines, 4. April 1802) | Jean Alexandre Chastelain de Verly (Hirson/Ardennes, 1733–Sarreguemines, 1792) ⚭ Kloster-Konvent von Saint Vincent du Mans (Couvent de Saint Vincent du Mans), Saint Calais, 30. Juni 1760 demoiselle Marie Jeanne Catherine Hourdel du Verget (* Fyé, Sarte 15. August 1724–Sarreguemines, 4. April 1802) | Jean Alexandre Chastelain de Verly (Hirson/Ardennes, 1733–Sarreguemines, 1792) ⚭ Kloster-Konvent von Saint Vincent du Mans (Couvent de Saint Vincent du Mans), Saint Calais, 30. Juni 1760 demoiselle Marie Jeanne Catherine Hourdel du Verget (* Fyé, Sarte 15. August 1724–Sarreguemines, 4. April 1802) |
| Jean Louis Antoine Alexandre Chastelain de Verly, 1 chévalier CHASTELAIN DEVERLY et d’Empire Français, Officier de la Légion d’Honneur, chévalier du Ordre Rouale et Militaire de Saint-Louis (* Sarreguemines, 1761-Straßburg, 11. Februar 1837)/>⚭ (1) Saverne, 28. Februar 1792 Anne Marie Catherine Humbourg (* Saverne, 26. Dezember 1761–Straßburg, 7. Juni 1815)/>⚭ (2) Straßburg, 13. Mai 1818 Marie Françoise Eugénie Lajonquière (* Straßburg, 24. März 1798–Wanzenau, Kreis Straßburg-Land, 1871 annektiertes Reichsland Elsass-Lothringen im Deutschen Kaiserreich, 13. Januar 1878) | | | | | | | | |

## Auszeichnungen, Ehrungen und Titel
- Ritter der Ehrenlegion (1804)
- Offizier der Ehrenlegion (1811)
- Ritter des Ordre royal et militaire de Saint-Louis (1815)
- Ritter des Ersten Kaiserreichs (Frankreich) (1808)